# Yvan Kody
Yvan Arthur Kody Bitjaa (Yaoundé, 25 agosto 1991) è un pallavolista camerunese, opposto dell'Al-Khaleej.

## Carriera

### Club
La carriera di Yvan Kody inizia nel 2012, all'età di vent'anni; viene notato per caso nelle strade di Yaoundé dall'allenatore della nazionale del Camerun Peter Nonnenbroich per il suo fisico possente: dopo aver risposto negativamente alla domanda del coach se avesse mai praticato pallavolo, viene portato in palestra e dopo una settimana di allenamenti entra a far del club del FAP, dove resta per due annate. 
Nella stagione 2014-15 viene ingaggiato dal Tricolore, in Serie A2, diventando il primo pallavolista camerunese a giocare in Italia: resta legato al club emiliano per tre annate. Nella stagione 2017-18 passa al Piacenza, in Superlega.
Per il campionato 2018-19 si accasa al Qatar SC, militante nella Qatar Volleyball League, mentre in quello successivo veste la maglia dell'Al-Muharraq, in Bahrain League, con cui conquista lo scudetto 2019-20. Per la stagione 2021-22 firma per l'Al-Khaleej, nel massimo campionato saudita.

### Nazionale
Nel 2013 ottiene le prime convocazioni in nazionale. Nel 2017 si aggiudica la medaglia di bronzo al campionato africano. Nel 2019 vince la medaglia d'oro ai XII Giochi panafricani e l'argento al campionato continentale: nella stessa competizione conquista nuovamente l'argento nell'edizione 2021. Nel 2022 conquista la medaglia d'argento ai Giochi della solidarietà islamica.

## Palmarès

### Club
- Campionato bahreinita: 1

2019-20

### Nazionale (competizioni minori)
- Giochi panafricani 2019
- Giochi della solidarietà islamica 2021

### Premi individuali
- 2017 - Campionato africano: Miglior attaccante
- 2019 - Campionato africano: Miglior attaccante
- 2021 - Campionato africano: Miglior servizio